# Szkoła Podstawowa nr 5 im. Arkadego Fiedlera w Gnieźnie
Szkoła Podstawowa nr 5 im. Arkadego Fiedlera w Gnieźnie – szkoła należy do najstarszych w  Gnieźnie. Mieści się obok kościoła Garnizonowego.

## Historia
Nie sposób przedstawić szczegółowo jej historii od momentu powstania. Zdołano ustalić, że parterowy budynek mieszczący się przy kościele garnizonowym należał w końcu XIX wieku do Kościoła i zbudowany był z przeznaczeniem na szkółkę parafialną. 
Budynek drugi dwupiętrowy został wybudowany przed I wojną światową, prawdopodobnie w 1912 roku. W okresie międzywojennym mieściła się tu szkoła niemiecka. 
Od 1945 r. po wyzwoleniu Gniezna, szkoła otrzymała nr 5. 
W roku 1949/50 patronat nad szkołą objęło Towarzystwo Przyjaciół Dzieci. Była to wówczas szkoła bez rejonizacji i pierwsza w Gnieźnie szkoła świecka. 
W roku szkolnym 1984/85 ogłoszono plebiscyt na kandydata na patrona szkoły. 
Spośród wielu, zaprezentowanych przez samorządy klasowe sylwetek wielkich Polaków, młodzież wybrała Arkadego Fiedlera. Właśnie jego uczniowie szkoły uznali za wzór do naśladowania. 
Równocześnie z przygotowaniem uroczystości nadania szkole imienia przeprowadzono pracę wychowawczą związaną ze zdobyciem sztandaru. W konkursie zwyciężył projekt pani Jadwigi Błaszczyk. Sztandar wykonała Pracownia Haftu Artystycznego D. Rynkowskiej w Poznaniu. 
Hymn szkoły napisała Krystyna Elantkowska a muzykę skomponowała Magdalena Górniak. 
Uroczyste nadanie szkole imienia Arkadego Fiedlera odbyło się w roku 1987.

## Pracownicy
W szkole łącznie pracuje ok. 50 nauczycieli i pedagogów wraz z dyrekcją.